# Ivan Raoul Petraliphas
Iōannēs (Ioannis) Komnenos Raoul Doukas Angelos Petraliphas (Ἱωάννης Κομνηνός Ῥαούλ Δούκας Ἄγγελος Πετραλίφας) bio je grčki plemić. Živio je tijekom vladavine cara Mihaela VIII. Paleologa.
Njegovo se ime može kroatizirati kao Ivan Komnen Raul Duka Anđeo Petralifas.

## Životopis
Ioannis je bio sin plemića Aleksija Raula (Ἀλέξιος Ῥαούλ) i njegove žene, koja je bila nećakinja cara Ivana III. Duke Vataca (Ιωάννης Γ΄ Δούκας Βατάτζης). Ioannis je bio brat Izaka i Manuela, koji je bio epinkernes.
Tijekom vladavine cara Teodora II. Laskarisa Rauli su jako patili jer je on volio ljude „skromna podrijetla“. Mnogim plemićima su bila oduzeta prava. 
Nakon što je plemić Mihael postao car, on je učinio Iōannēsa protovestiariosom.
1259. Mihael je poslao Iōannēsa s Ivanom Paleologom i Aleksijem Strategopoulosom u Makedoniju.

## Obitelj
Iōannēs je oženio plemkinju Teodoru Paleolog, a ona mu je rodila Irenu i Anu.
Irenin je muž bio Konstantin Paleolog (sin Mihaela VIII.) te je Iōannēs bio predak kraljice Marije Paleolog.